# Jnan El Ouard
Jnan El Ouard (arabiska: جنان الورد) är ett arrondissement i staden Fès i Marocko. Antalet invånare var 201 011 vid folkräkningen 2014.